# Stoczniowiec Gdańsk (boks)
Stoczniowiec Gdańsk – polski klub bokserski, działający jako sekcja GKS Stoczniowiec Gdańsk.
Stoczniowiec brał udział w drużynowych mistrzostwach Polski w boksie. W edycji 1989 drużyna zajęła ósme miejsce.
Pięściarze Stoczniowca zdobywali medale indywidualnych mistrzostw Polski seniorów w latach 70. 80., do 1991, a także w edycji 2001.